# Bezugssystem (Psychologie)
Bezugssystem steht für die Rahmenbedingungen einer wissenschaftlichen Beschreibung und umfasst die maßgeblichen Beziehungen (Relationen). Wenn Vorgänge und Objekte genau beobachtet werden sollen, ist die Definition des Bezugssystems (Koordinatensystem, Standpunkt) erforderlich. Diese Definition kann zusätzlich auch die Position des Beobachters und/oder des Objektes und gegebenenfalls deren Bewegung einbeziehen und damit die Beschreibungen relativieren.

## Gestaltpsychologie
Bezugssystem ist ein zentraler Begriff der Gestaltpsychologie, wie Wolfgang Metzger 1941 in seiner Gestalttheorie der Bezugssysteme erläuterte.  Er geht von der menschlichen Wahrnehmung, insbesondere den Gesetzen des Sehens aus, doch ist in seinen Leitsätzen der Ansatz einer erkenntnistheoretischen Verallgemeinerung zu erkennen.

„1. 	Die Bedeutung der Bezugssysteme. Es gibt in so gut wie allen Gebieten des Seelischen, außer den anschaulich verwirklichten Beziehungen zwischen konkreten Gebilden: zwischen den Teilen eines Ganzem, zwischen den Gliedern einer Gruppe und zwischen benachbarten selbständigen Ganzen, die Beziehung jedes Einzelgebildes zu seinem ‚Bezugssystem‘ als dem Gebiet, in dem es sich befindet und bewegt, in dem es seinen Ort, seine Richtung und sein Maß hat; diese Beziehung ist verwandt aber nicht wesenseins mit der Beziehung von Teilen zu ihrem Ganzen; sie ist seelisch ebenso wirklich, ebenso ursprünglich und ebenso folgenreich wie die zwischen den konkreten Gebilden. Die Festigkeit und Bestimmtheit einzelner Orte und Maße beruht auf der Festigkeit und Bestimmtheit des jeweils herrschenden Bezugssystems und nicht umgekehrt.
2. 	Struktur der Bezugssysteme. Ein Bezugssystem (Gebiet, Eigenschaftssystem) ist im Seelischen nicht – wie der Ausgangssatz in seiner äußersten Form behauptet – eine tote Menge von Möglichkeiten der Ausfüllung, sondern hat selbst jeweils eine bestimmte Struktur, die mehr oder weniger reich und fest sein kann.
3. 	Ausbildung der Bezugssysteme. Für die Ausbildung der Bezugssysteme und ihrer besonderen Struktur sind im Organismus bestimmte Vorbedingungen und Grenzen vorhanden, die je nach dem Sinnes- und Sachgebiet verschieden sind; keines dieser Systeme ist aber im Voraus bis ins Letzte festgelegt, sondern ein jedes erhält seine volle und besondere Ausbildung, seine letzte Bestimmtheit und Festigkeit erst auf Grund der jeweils vorliegenden Gesamtbedingungen, d.h. es ist selbst sachbedingt; ein seelisches Bezugssystem ist eine lebendige Ganzheit, die als solche auf jede auch nur örtliche Beanspruchung reagiert, und indem sie diese aufnimmt und bestimmt, umgekehrt auch von ihr beeinflusst und bestimmt: ‘bestätigt‘ und gefestigt oder ‚durchbrochen‘ und gestört, möglicherweise auch zerstört und umgebildet wird. Mit anderen Worten: jeder Reiz ist zugleich Systemreiz.“

Auch Wilhelm Witte (1966), der an Max Wertheimer, Kurt Koffka, Wolfgang Metzger und Harry Helson anknüpft, erklärt das physikalische und das phänomenale Bezugssystem zur Verankerung von Eindrücken. Neuere gestaltpsychologische Arbeiten zum Bezugssystem hat vor allem Hellmuth Metz-Göckel vorgelegt, unter anderem anhand der Untersuchung von Witzen, deren Wirkungsweise vom Bezugssystemwechsel lebt.

## Allgemeine Psychologie
Über die Psychologie der Wahrnehmung hinaus sind die Definition und damit auch die Relativierung des Bezugssystems wesentliche Aspekte in der Theorie der Urteilsbildung (Kognitionspsychologie) und in der Psychologie der Einstellung.
Der Mensch hat die Fähigkeit mit mehreren Bezugssystemen gleichzeitig umgehen zu können, beispielsweise hinsichtlich Raum und Zeit, d. h. wahrgenommener Raum und erlebter Raum.
Aus sprachlich-linguistischer Sicht dient ein Bezugsrahmen der Lokalisierung eines Objekts, wobei es sprachlich verschiedene Möglichkeiten gibt: Lokalisierung eines Objekts in einem absoluten (z. B. Objekt und Himmelsrichtung), relativen (Beobachter, Objekt und anderes Bezugsobjekt) oder intrinsischen Bezugssystem (Bezug auf das Objekt selbst).

## Handlungstheorie
Der amerikanische Soziologe Talcott Parsons  schlug 1951 in seinem Buch The Structure of social action vor,  die vielen Aspekte des Handelns in drei Bezugssystemen (frame of reference) zu ordnen.

„Thus conceived, a social system is only one of three aspects of the structuring of a completely concrete system of social action. The other two are the personality systems of the individual actors and the cultural system which is built into their action. Each of the three must be considered to be an independent focus of the organization of the elements of the action system in the sense that no one of them is theoretically reducible to terms of one or a combination of the other two. Each is indispensible to the other two in the sense that without personalities and culture there would be no social system and so on around the roster of logical possibilities. But this interdependence and interpenetration is a very different matter from reducibility, which would mean that the important properties and processes of one class of systems could be theoretically derived from our theoretical knowledge of one or both of the other two. The action frame of reference is common to all three and this fact makes certain ‘transformations’ between them possible. But on the level of theory here attempted they do not constitute a single system. However this might turn out to be on some other theoretical level.“

Die markante und viel zitierte Gegenüberstellung der drei Bezugssysteme Persönlichkeit, Soziales System und Kultur hat eine ordnungsstiftende und zugleich eine heuristische Funktion hohen Grades. Diese Bezugssysteme sind eigenständig, sie sind nicht aufeinander reduzierbar.